# Aparat (witryna internetowa)
Aparat – irański serwis internetowy umożliwiający udostępnianie i oglądanie treści wideo. Został założony w 2011 roku.
Właścicielem serwisu jest Saba Idea Tech Company.
W ciągu miesiąca portal odnotowuje ponad 80 milionów wizyt (stan na 2020 rok). W maju 2018 r. był drugą witryną w Iranie pod względem popularności, znajdując się jednocześnie wśród dwustu najczęściej odwiedzanych stron WWW na świecie (według rankingu Alexa Internet).